# Chợ cá

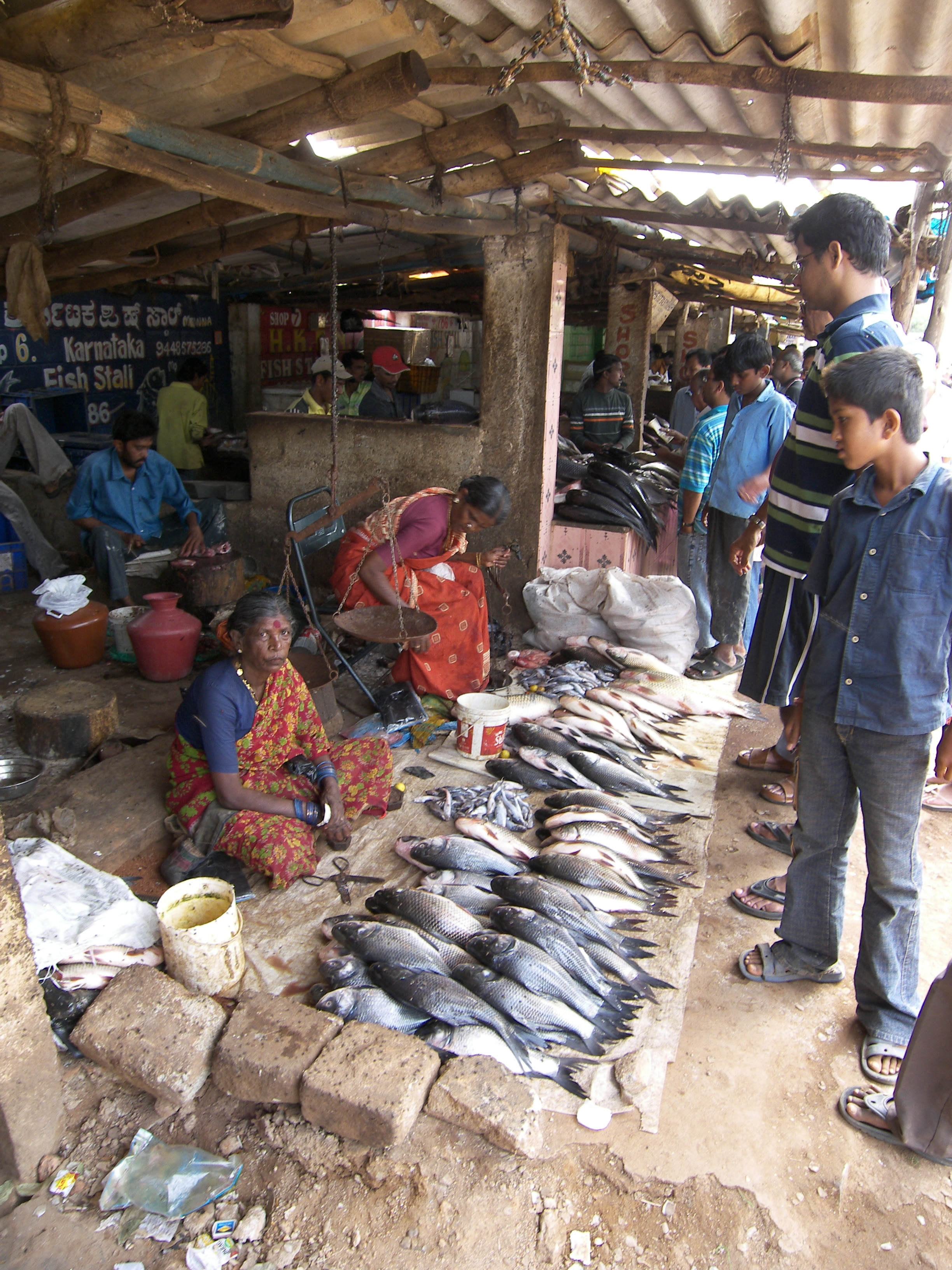
Một chợ cá

Chợ cá hay hàng cá là một loại chợ dành riêng để buôn bán, tiếp thị các loại cá và sản phẩm từ cá, thường thì chợ cá nằm gần các điểm bến cảng, ngư trường... những nơi tiếp nhận các sản phẩm cá từ hoạt động đánh bắt hay nuôi trồng các loại cá và đóng vai trò như là những chợ đầu mối chuyên cung cấp, phân phối cá tươi. Chợ cá có thể được dành riêng cho hoạt động mậu dịch, bán buôn giữa các ngư dân và các thương gia chuyên kinh doanh, buôn bán cá, hoặc để thu mua rồi bán hải sản cho người tiêu dùng cá nhân. Hàng cá một loại chợ cá bán lẻ thường là nguồn cung cấp, cho những người bán thức ăn đường phố. Chợ cá có lẽ được bắt nguồn từ Hy Lạp cổ đại nơi ghi nhận những hoạt động mậu dịch, hàng hải.